# Подворьевка
Подво́рьевка (укр. Подвір'ївка, до 1946 — Кишло-Замжиево) — село на севере Бессарабии, в Левинецкой сельской общине Днестровского района Черновицкой области Украины, расположенное на украинско-румынской этнической границе.
Находится на востоке области в долине реки Медвежка, притока Прута, на юго-восток от Черновцов в 29 км от райцентра (автодорога Т2613 переходит в Р63) и в 3 км от станции Липканы. Население 2,310 человек (2001).
В селе действует пункт контроля через государственную границу с Молдовой Подворьевка-Липканы.

## Исторические сведения
На территории села найдены остатки поселений каменного века. Позже в современных пределах населённого пункта располагался римский форпост, однако основание села датируется серединой XIII века. Впервые в письменных источниках упоминается 17 июня 1429 года.
Название происходит от времен пребывания на Бессарабских землях турецких завоевателей. На территории современной Подворьевки якобы находился турецкий гарнизон, вокруг которого турки оселяли жителей соседних деревень, которых они использовали как рабочую силу. Турецким отрядом командовал некий Замжий. Слово Кишла в переводе с турецкого языка означает поселение или двор. Аналогичного происхождения названия некоторых соседних сел (Подворное — Кишла Салиева, Зелёная — Кишла Зелена). После присоединения Бессарабии и Северной Буковины к СССР, название изменили на более «благозвучное».
По данным на 1859 года в собственническом селе Кишло Замжиево Хотинского уезда Бессарабской губернии, проживало 796 человек (378 мужского пола и 418 — женского), насчитывалось 130 дворовых хозяйств, существовала православная церковь.
По состоянию на 1886 год в царанском селе Кишло Замжиево Липканской волости, проживало 1213 человек, насчитывалось 191 дворовое хозяйство, существовала православная церковь.
До 2020 года село входило в Кельменецкий район

## Достопримечательности

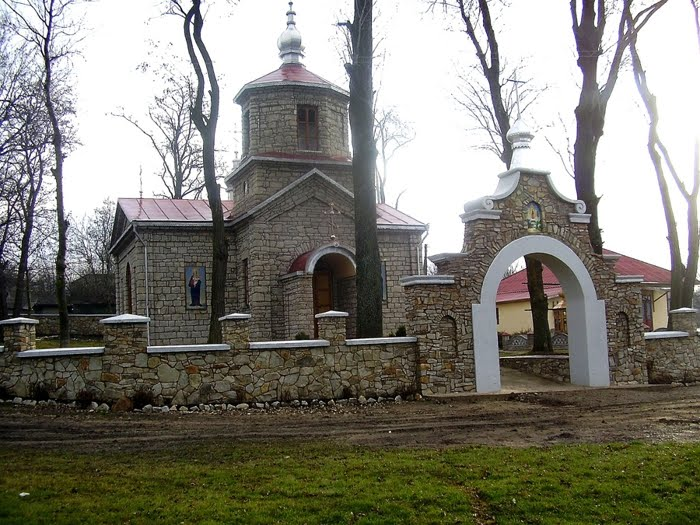
Храм Рождества Пресвятой Богородицы

- Храм Рождества Пресвятой Богородицы (Молдавская Православная церковь)
- Музей истории села и боевой славы

## Население
- 1930: 2541
- 1989: 2479
- 2007: 2310

## Известные уроженцы
- Гедзира, Всеволод Иванович (1919—1994) — организатор сельского хозяйства Украинской ССР , Герой Социалистического Труда (1971).